# Cerro Revuelta
Der Cerro Revuelta (spanisch; in Argentinien Cerro Reno) ist ein Hügel im Grahamland auf der Antarktischen Halbinsel. Im Süden der Trinity-Halbinsel ragt er 8 km westlich des Mount Reece und rund 14 km westnordwestlich des Pitt Point auf.
Chilenische Wissenschaftler benannten ihn nach dem Bodenbiologen Gumercindo Revuelta Alfaro von der Universidad de Chile, Teilnehmer an der 25. Chilenischen Antarktisexpedition (1970–1971). Der Hintergrund der argentinischen Benennung ist nicht überliefert.